# Manuel Domingo Basail
Manuel Domingo Basail (San Miguel de Tucumán, Virreinato del Río de la Plata, hacia 1790 y falleció en Río Chico, Tucumán, Argentina, en 21 de abril de 1859, fue un militar argentino.

## Biografía
Se incorporó en la adolescencia al Ejército del Norte, y su jefe, Manuel Belgrano, lo designó primer abanderado, por sus cualidades y meritoria conducta. El 21 de diciembre de 1815, el Directorio lo ascendió a teniente. 
Vuelto a la vida privada, el gobernador Bernabé Aráoz lo designó Oficial de Tasas, y posteriormente interventor del Banco de Rescates y Amonedamiento (1820). 
En tiempos de Juan Manuel de Rosas se exilió en San Felipe de Aconcagua, Chile. Regresó, arruinado, a vivir con su hermano Francisco, párroco de  Río Chico. Murió allí, el 21 de abril de 1859, y fue enterrado en la antigua iglesia de la villa. 
En 1945, con grandes ceremonias, se exhumaron sus restos y se los llevó a Buenos Aires, para sepultarlos junto a los del creador de la Bandera, en el atrio de  la Basílica de Nuestra Señora del Rosario y Convento de Santo Domingo de la Ciudad de Buenos Aires.
- Datos: Q5992744